# Joseph Schillinger
Joseph Schillinger född 1895, död 1943 i New York, USA, var en ukrainsk-amerikansk kompositör, musikteoretiker och lärare i komposition.
Schillinger föddes i Charkov i Lillryssland som 1895 var en del av Kejsardömet Ryssland (i dagens Ukraina). Han framstod som en exceptionell begåvning under sin akademiska karriär och tog examen vid sitt klassiska universitet (1914) liksom vid Sankt Petersburgs musikkonservatorium.
Schillinger kom till USA 1928 och blev amerikansk medborgare 1936. Han dog av lungcancer vid 47 års ålder.  
Under sin korta levnad åstadkom han åtskilligt inom området musik- och kompositionsteori. 
Han arbetade som lärare vid Columbia Teachers College och gav också privatlektioner. Under denna tid utvecklade han det som kallas The Schillinger System of Music, senare sammanställt och publicerat under detta namn av Lyle Dowling och Arnold Shaw. Det utgavs postumt och har trots sina förtjänster bedömts som inte komplett av ursprungliga elever.  
1932 lanserade han tillsammans med kompositionsteoretikern Henry Cowell den första elektroniska trummaskinen, Rhythmicon, uppfunnen av Cowell i samarbete med Léon Theremin.
Schillingers elev Lawrence Berk grundade senare The Schillinger House of Music, efter en tid omdöpt till The Berklee College of Music i Boston, Massachusetts.
Joseph Schillinger undervisade bland andra George Gershwin, Glenn Miller, Robert Emmett Dolan, Carmine Coppola i komposition.
Ett antal lärare auktoriserades av Schillinger och det har uppstått en diskussion kring hur många. Siffran 12 har ibland nämnts, men 2007 är endast 7 av dem kända.